# Анциструс темний
Анциструс темний (Ancistrus cirrhosus) — рід риб з роду Ancistrus родини Лорікарієві ряду сомоподібні.

## Опис
Загальна довжина сягає 8,9 см. Голова широка, з боків присутні одонтоди (шкіряні зубчики) — у самців вони доволі великі, у самці слабкорозвинені або зовсім відсутні. Очі невеличкі. Рот має вигляд присоски з рогоподібними скребачками. З боків присутні 2 пари невеличких вусиків. Тулуб витягнутий, сплощений зверху, вкрито (окрім черева) рядками широких кістковими пластинками. Спинний, грудні та черевні плавці широкі, спинний — зрізано навкоси, на верхівці утворюється тупий кут. Самці більш стрункі, спинний плавець у них вище. Хвостовий плавець великий та широкий, у самців він ширше ніж у самців.
Забарвлення оливково-коричневого, темно-сірого, коричневого, майже чорно-коричневого кольору. По голові, тулубу і плавцях розкидані численні невеличкі білі або жовті плями різних розмірів. Нижня частина тулуба коливається від сіро-зеленого до світло-коричневого забарвлення. Черево жовтувате зі світлими цятками. В основі спинного плавця є велика овальна пляма чорного кольору. Анальний плавець прозорий.

## Спосіб життя
Є демерсальною рибою. Зустрічається у річках з високою каламутною, стоячою водою на глинястих ґрунтах та чистою водою з гравійним дном. Вдень ховається серед корчів та каміння, в печерках. Активна в присмерку або вночі. Живиться переважно водоростями (до 70 %), які зіскрібають з твердої поверхні (каміння, валунів, корчів). Полює також на донних безхребетних.
Статева зрілість настає у 7-12 місяців. Ікру відкладають в укриттях (під камінням, корчами, у печерах). Самці захищають й піклуються про ікру.
Тривалість життя до 6 років.

## Розповсюдження
Мешкає в басейні річки Парана.